# Clemens Winkler
Clemens Alexander Winkler (Freiberg, 26 de dezembro de 1838 — 8 de outubro de 1904) foi um químico alemão.
Descobriu o elemento químico germânio em 1886, consolidando a teoria da peridiocidade de Dmitri Mendeleiev.